# ألان هوفمان
ألان فريدريك هوفمان (بالإنجليزية: Alan Hofmann)‏، (ولد في 17 مايو 1931) هو عالم فيزيائي وطبيب مشهور ببحوثه الأساسية والسريرية واسعة النطاق على الأحماض الصفراوية وهضم الدهون. منذ عام 1977، كان في شعبة أمراض الجهاز الهضمي في جامعة كاليفورنيا (سان دييغو) . وقد تأثر وتوجه عدد كبير من الباحثين بأفكاره.

## أعماله
ولد هوفمان ونشأ في بالتيمور، حصل على الدكتوراه في الطب، حيث حضر في جامعة جونز هوبكينز في عام 1951. وكان متدرب طبي ومقيم في مركز كولومبيا المشيخية الطبية، نيويورك. في الفترة من 1959 إلى 1962، كان زميل مؤسسة أبحاث وطنية، يعمل مع بينجت بورغستروم في جامعة لوند، السويد. كان هذا الوقت ملهما بالنسبة له، كان عمله كله حول هضم الدهون والأحماض الصفراوية. بعد مواصلة أبحاثه في جامعة روكفلر، نيويورك، في عام 1966 انتقل إلى كلية الطب مايو، عيادة مايو، روتشستر، مينيسوتا. في عام 1977 انتقل إلى جامعة كاليفورنيا، سان دييغو، حيث كان أستاذ الطب في شعبة أمراض الجهاز الهضمي، بعد وضع فخري منذ عام 2002.

## أبحاثه
استعرض هوفمان مهنته البحثية التي استمرت 50 عاما حتى عام 2009. وقد أحرز العديد من التقدم في الكيمياء والبيولوجيا من الأحماض الصفراوية، مما ساعد على فهم وعلاج مختلف أمراض الكبد الصفراوية وأمراض الجهاز الهضمي.
وتشمل أبحاثه العديد من جوانب هضم الدهون وامتصاصها منها: تطور حمض صفراوي ، علم الأمراض المرضية، الكيمياء المرضية، إفراز الصفراء، حصاة صفراوية، علم وظائف الأعضاء الصفراوية والصيدلة، وتشخيص وعلاج مختلف أمراض الجهاز الهضمي والكبد. جنبا إلى جنب مع المتعاون له منذ فترة طويلة، لي هاجي، الذي كتب تاريخا شاملا من بحوث حمض الصفراء. استفاد هوفمان من قربه من حديقة حديقة حيوانات سان دييغو، حيث ساعد ذلك في نشر منشوراته في تحديد التنوع الحمضي الصفراء في الفقاريات المختلفة.
كانت دراساته المبكرة عن دور الأحماض الصفراوية في تشكيل الميلات، وهيكل الميزيل المختلط، واستقلاب حمض الصفراء لدى البشر، أدت إلى نماذج دوائية من هضم الدهون.
كان له دور فعال في تطوير وتقييم استخدام العلاج الحمضي الصفراوي لحل حصى المرارة، أولا باستخدام حمض تشينوديوكسيكوليك.
نشر العمل الأساسي على الدورة الدموية إنتيروهيباتيك من الأحماض الصفراوية وكيفية اضطرابات الوظيفة اللفائفية مثل تلك الموجودة في داء كرون.

## الجوائز والتكريمات
حصل هوفمان على العديد من الجوائز التي تعترف بإنجازاته، بما في ذلك الدرجات الفخرية.
- جائزة الإنجاز المتميز، الجمعية الأمريكية للجهاز الهضمي، وظائف واختلالات الأحماض الصفراوية، 1970
- سير آرثر هورست ميموريال ليتورر، الجمعية البريطانية لأمراض الجهاز الهضمي، 1974
- إبينجر بريز 1976
- هارفي سوسيتي ليتوريشيب، 1978
- جائزة ويليام بومونت في أمراض الجهاز الهضمي للجمعية الأمريكية لأمراض الجهاز الهضمي، 1979
- فريدنوالد ميدال، أمريكان غاسترونتيرولوجيكال أسوسياتيون، 1994
- دافنبورت ميدال، أمريكان فيسيولوجيكال سوسيتي، 1996
- كلاتسكين ليكتوريشيب، ييل ونيفرزيتي، 1997
- جائزة الإنجاز المتميز، الجمعية الأمريكية لدراسة أمراض الكبد، 1997
- جائزة الخريج المتميز، مايو كلينيك ومؤسسة مايو 2001
- جائزة مؤسسة الصحة والتغذية الهضمية، 2004
- ميدالية هربرت فالك، مؤسسة فالك، 2010.

## تأثيره
ذكر العديد من الأطباء والمحققين البارزين فوائد نفوذه وإرشاده. وتشمل هذه إيان جيلمور وألدو رودا. جنبا إلى جنب مع غوستاف بومغارتنر في عام 1972، وقال انه ساعد على إنشاء سلسلة من الاجتماعات الدولية التي تعقد كل سنتين على الأحماض الصفراوية، برعاية الدكتور هربرت فالك ومؤسسة فالك. وكانت هذه التجمعات عامل أساسي في الجمع بين الباحثين في الحمضية الصفراء والنهوض بالمعرفة من أجل علاجها.
وقد ألقى محاضرة سنوية في قسم أمراض الجهاز الهضمي لجامعة جونز هوبكنز في عام 2005، حيث كان ممتنا لهوبكنز على تقديمه للمنح الدراسية التي سمحت له بالالتحاق بكلية الطب.

## حياته الشخصية
يعيش هوفمان في سان دييغو مع زوجته هي هيلي هوفمان ولديه طفلين.

## وصلات خارجية
"UCSD Faculty: Alan Hofmann MD". مؤرشف من الأصل في 2016-07-12. اطلع عليه بتاريخ 2014-05-08.